# Oil Rocks
A Oil Rocks (em azeri:  Neft Daşları) é um povoado industrial em Bacu, Azerbaijão. O povoado integra o município de Çilov-Neft Daşları, no raion de Khazar. Fica a 100 km da capital do país, e a 55 km da costa mais próxima, no Mar Cáspio. Uma cidade totalmente no mar, foi a primeira plataforma petrolífera no Azerbaijão, e a primeira plataforma petrolífera em alto mar a operar no mundo, incorporando diversas plataformas de perfuração.
O povoado começou com um único caminho na água e cresceu para um sistema de caminhos e plataformas construídos na parte de trás de navios afundados, para ser a fundação Neft Daşları. A característica mais distintiva de Oil Rocks é que esta é, de facto, uma cidade funcional, com uma população de 2 mil pessoas e mais de 300 km de ruas construídas em montes de terra e em aterros.

## Etimologia
O nome original do povoado era Chernie Kamni ("Pedras Negras"), mas foi mais tarde renomeado de Neft Daşları ("Oil Rocks"), substituindo a alusão à cor negra do petróleo por uma referência à própria substância.

## História

### Construção do povoado

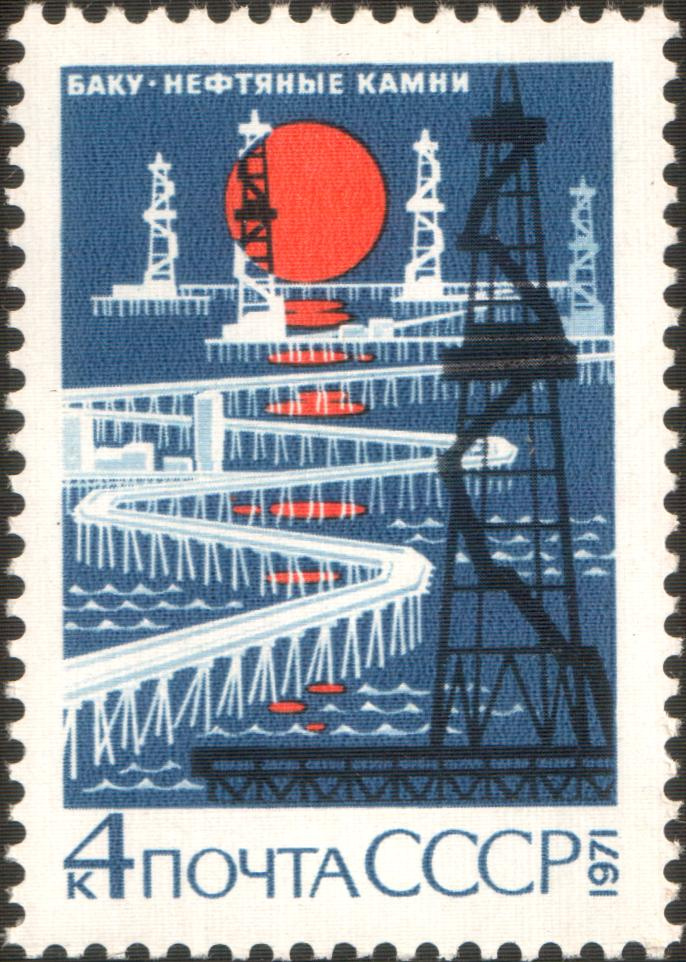
Selo soviético de 1971, ilustrando Oil Rocks.

O primeiro estudo geológico de larga escala da zona foi conduzido entre 1945 e 1948. O povoado de Neft Daşları foi construído em 1949, depois de ter sido descoberto lá petróleo, à profundidade de 1 100 metros no Mar Cáspio, tornando-se a primeira plataforma petrolífera em mar alto do mundo.
Em 1951, Neft Daşları estava preparada para produzir, equipada com todas as infraestruturas necessárias na altura. As plataformas de perfuração estavam erigidas, os tanques de petróleo instalados, e as docas com boxes para os navios construídas. O primeiro petróleo aqui extraído foi carregado num navio tanque no mesmo ano.
No ano de 1952, a construção sistemática de pontes de cavaletes de ligação das ilhas artificiais começou. Diversas fábricas soviéticas construíram guindastes de montagem especialmente para serem usados em Neft Daşları, além de um navio grua que poderia transportar até 100 toneladas de petróleo. Foram também instalados martelos a diesel para colocar as estacas no leito marinho.
A construção em larga escala começou em 1958, com hostels, hotéis, palácios culturais, pastelarias e lojas de limonada, alguns edifícios com nove andares. O desenvolvimento em massa de Oil Rocks continuou entre 1976 e 1978, com a construção de um dormitório de cinco pisos e duas estações de compressão de petróleo-gás, com a criação de uma instalação de água potável e a construção de dois pipelines submarinos para o terminal de Dubendi, cada um com o diâmetro de 350 milímetros. Além disso, foi instalado um viaduto para tráfego de veículos. Como resultado, a área do povoado cresceu cerca de sete hectares nos anos 1960, com todo o comprimento das pontes dos cavaletes em aço a juntar-se às ilhas fabricadas pelo Homem, com mais de 200 km.

### Pós-independência
Em Novembro de 2009, o povoado celebrou o seu 60º aniversário. Ao longo dos 60 anos anteriores, os campos petrolíferos de Oil Rocks produziram mais de 170 milhões de toneladas e 15 biliões de metros cúbicos de gás natural associados. Os geólogos estimam actualmente que o volume de reservas recuperáveis ascende a 30 milhões de toneladas.

## Demografia
A população varia de tempo a tempo neste povoado. Em 2008, as plataformas tinham uma população combinada de 2 000 pessoas entre homens e mulheres. Num momento, trabalharam lá 5 000 pessoas.

## Na cultura popular
- Em 2008, uma equipa suíça de documentários, liderada pelo realizador Marc Wolfensberger, filmou "La Cité du Pétrole / Oil Rocks - City above the Sea" no povoado. O trabalho foi publicado em 2009.[12]
- Oil Rocks surge numa cena do filme James Bond film The World Is Not Enough (1999).[13][14]

## Leituras adicionais
- Mir-Babayev M.F. The role of Azerbaijan in the World’s oil industry (O papel do Azerbaijão na indústria petrolífera mundial) – “Oil-Industry History” (EUA), 2011, volume 12, nº. 1, páginas 109 a 123.
- Mir-Babayev M.F. Oil Rocks: the first city on the Caspian Sea (Oil Rocks: a primeira cidade no Mar Cáspio) – “Reservoir”, Canadá, 2012, volume 39, nº. 4, Abril, páginas 33 a 36.